# Кисловодская котловина
Кислово́дская котлови́на — природный регион, расположенный в центральной части Северного Кавказа.
Кисловодская котловина включает в себя территорию города Кисловодска и его окрестностей. Котловина протянулась на север до отрогов Боргустанского хребта, на запад до водораздела рек Эшкакона и Аликоновки, на восток до горы Малый Джинал и на юг до истоков рек Аликоновки, Берёзовой и Ольховки. Площадь Кисловодской котловины 345 км².
В геологическом отношении Кисловодская котловина представляет собой куэстовую область северного склона Большого Кавказского хребта — равнину, сложенную осадочными породами, полого наклоненную с юго-запада на северо-восток.
На территории Кисловодской котловины выявлено 238 археологических памятников I века н. э., представляющих аланскую эпоху. Рельеф местности также отражает древнюю традицию распашки земли.